# Maestro dell'Incoronazione di Urbino

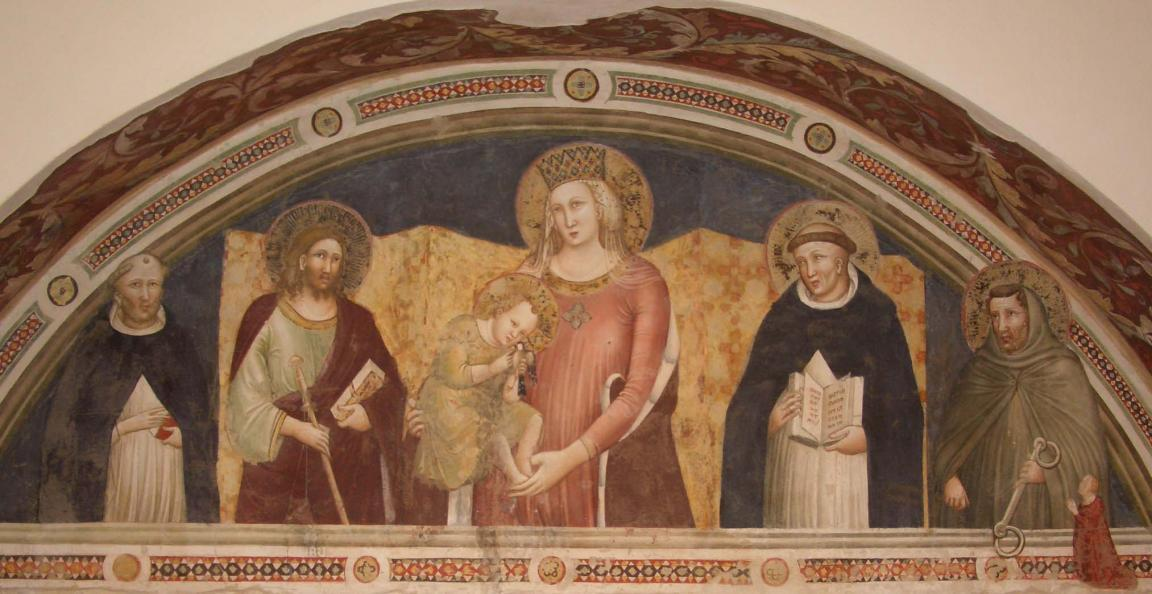
Madonna con il Bambino, un frate domenicano, i Santi Giacomo Maggiore, Tommaso d'Aquino, Leonardo e un committente, Affresco staccato, Pinacoteca San Domenico, Fano.

Con il nome Maestro della Incoronazione di Urbino viene indicato un anonimo pittore attivo nella seconda metà del XIV secolo. La sua vicenda pittorica è il risultato di una situazione tipicamente marchigiana: fu educato con ogni probabilità nell'ambito dei pittori riminesi presenti a Jesi e a Tolentino, ma il suo personale linguaggio figurativo è stato contaminato da influenze provenienti dall'Umbria e da Siena. La sua prima opera attribuita è una Crocifissione ora alla Galleria Nazionale delle Marche di Urbino, dove gli influssi di Giuliano da Rimini e di Pietro da Rimini sono particolarmente evidenti. Via via le influenze diventano sempre meno evidenti, come nella Incoronazione della Vergine, l'opera che lo ha identificato, conservata sempre ad Urbino. Nelle opere della maturità, come in un altro Crocifisso, anch'esso conservato nella pinacoteva della città marchigiana, gli aspetti legati a Vitale da Bologna prendono il sopravvento e ciò che ne deriva è un linguaggio pittorico oramai gotico..